# Bảo tàng Hậu cần (Việt Nam)
Bảo tàng Hậu cần trực thuộc Cục Chính trị, Tổng cục Hậu cần thuộc Bộ Quốc phòng Việt Nam thuộc loại hình lịch sử quân sự chuyên ngành hậu cần có nhiệm vụ nghiên cứu, sưu tầm, kiểm kê, trưng bày, tuyên truyền giới thiệu các tài liệu, hiện vật có giá trị lịch sử, văn hoá, khoa học, phản ánh quá trình xây dựng, chiến đấu, trưởng thành của ngành hậu cần quân đội trong sự nghiệp đấu tranh giải phóng dân tộc, xây dựng và bảo vệ Tổ quốc. Bảo tàng tọa lạc tại khu dân cư Nhân Mỹ, phường Mỹ Đình 1, quận Nam Từ Liêm, thành phố Hà Nội, gần khu liên hợp thể thao Quốc gia Mỹ Đình.

## Khái quát trưng bày
- Phòng khánh tiết: giới thiệu sự quan tâm của Đảng CSVN, Nhà nước, quân đội với ngành hậu cần quân đội;
- Tổ tiên ta với công tác hậu cần;
- Công tác bảo đảm hậu cần trong kháng chiến chống Pháp (1945 -1954)
- Công tác bảo đảm hậu cần trong kháng chiến chống Mỹ cứu nước (1954 - 1975);
- Ngành hậu cần quân đội trong công cuộc xây dựng và bảo vệ Tổ quốc (1975 đến nay);
- Trưng bày một số sưu tập: Quân nhu, quân y, vận tải, xăng dầu qua các thời kỳ và đảm bảo doanh trại, nhà ở cho bộ đội.